# Tant qu'il y aura des étoiles
Clip vidéo
[vidéo] « Tino Rossi - Tant qu'il y aura des étoiles », sur YouTube
[vidéo] « André Verchuren - Tant qu'il y aura des étoiles (valse musette) », sur YouTube
Tant qu'il y aura des étoiles est une chanson française de Tino Rossi, et une valse populaire,  enregistrée en single  chez Columbia Records,, et pour la musique du film musical Au son des guitares de 1936, un des nombreux succès de sa carrière et de la chanson française.

## Histoire
André Hornez et Vincent Scotto écrivent et composent cette chanson populaire d'entre-deux-guerres, sur des airs de valse populaire, sur le thème d'une version poétique et heureuse des chansons réalistes sombres en vogue de l'époque « Tant qu'il y aura des étoiles, sous la voute des cieux, y aura dans la nuit sans voile, du bonheur pour les gueux, nous les gars sans fortune, nous avons nos trésors, seul un rayon de lune, vaut le plus beau décor... ». Il l'enregistre en 1936, avec succès, avec l'orchestre de Marcel Cariven et pour la musique du film musical Au son des guitares de Pierre-Jean Ducis.

## Au cinéma
- 1936 : Au son des guitares, de Pierre-Jean Ducis, interprétée par Tino Rossi.

## Reprises et adaptations
Tino Rossi réédite ce titre sur de nombreux disques et compilations des succès de sa carrière. Elle est également reprise entre autres par André Verchuren (à l'accordéon, en version valse musette, 1961), ou encore Franck Fernandel (fils de Fernandel, 1967)... 